# Automeris zurobara
Espèce
Automeris zurobara est une espèce de papillon de la famille des Saturniidae.